# Mulleriyawa
Mulleriyawa är en ort i Sri Lanka.   Den ligger i provinsen Västprovinsen, i den sydvästra delen av landet, 9 km öster om huvudstaden Colombo. Mulleriyawa ligger 8 meter över havet och antalet invånare är 33 540.
Terrängen runt Mulleriyawa är mycket platt, och sluttar västerut. Runt Mulleriyawa är det mycket tätbefolkat, med 3 494 invånare per kvadratkilometer. Närmaste större samhälle är Colombo, 9,0 km väster om Mulleriyawa. Runt Mulleriyawa är det i huvudsak tätbebyggt.